# Skovstjerne (slægt)
Skovstjerne (Trientalis) er en planteslægt, der kun findes udbredt i Europa og det nordligste Nordamerika (Alaska og Nordcanada). Det er stauder med lange, forgrenede jordstængler. De har en enkelt stængel med kransstillede blade under de få, endestillede blomster. De er hvide og regelmæssige. Frøene er runde, blå buddiker. Her nævnes kun den art, som findes vildtvoksende i Danmark.
| Arter |

- Skovstjerne (Trientalis europaea)